# Jacques Audiard
Jacques Audiard (Párizs, 1952. április 30.–) Oscar-, háromszoros BAFTA- és többszörös César-díjas francia forgatókönyvíró, filmrendező. Azon ritka alkotók közé tartozik, akik aprólékos munkával részt vesznek filmjeik készítésének minden fázisában a forgatókönyvírástól a forgatáson át, a vágásig. A kritika és a közönség által általában kedvezően fogadott filmjeit erős, rendkívül személyes stílus jellemzi. Történetei kifinomultak, összetettek, főhősei megfoghatatlan, ambivalens karakterek, akik rendszerint sötét, félelmetes, a fantázia határát súroló, kaotikus világban mozognak.

## Élete

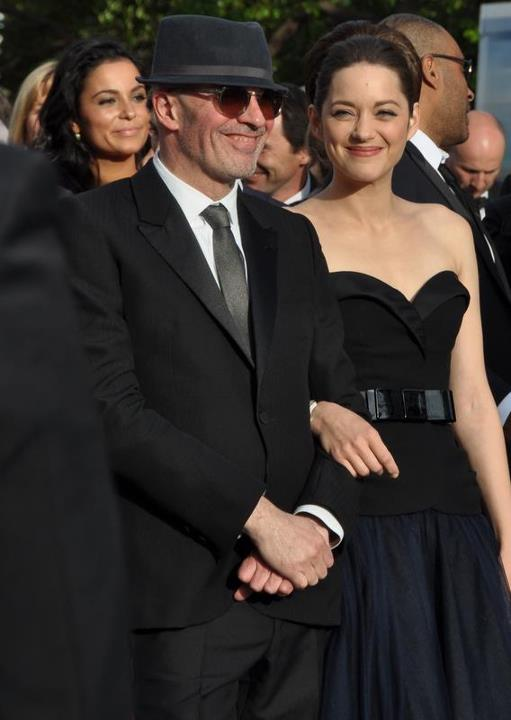
Jacques Audiard és Marion Cotillard a 2012-es cannes-i fesztiválon.

Apja Michel Audiard író, forgatókönyvíró, filmrendező, anyja Marie-Christine Guibert. Egy idősebb testvére volt, François, aki 1975-ben, 27 évesen autóbalesetben elhunyt. Jacques Audiard előbb tanárnak készült, azonban tanulmányait félbehagyta és filmezéssel kezdett foglalkozni. Rendezőasszisztens Roman Polański A bérlő, valamint Patrice Chéreau Judith Therpauve című filmjeinek forgatásán, majd vágóként dolgozik. Az 1980-as évek elején forgatókönyvírással próbálkozik: ő készítette A profi (1981), a Végzetes kaland (1983) (mindkettőt apjával együtt), a Réveillon chez Bob (1984), a Saxo (1987), a Fréquence meurtre  (1988) és a Baxter (1989) szkriptjét.
Első filmjét, a Férfiak mélyrepülésben című road movie-t, melyben Mathieu Kassovitz és Jean-Louis Trintignant főszereplésével két szánalmas bűnöző macska-egér játékát meséli el, 1994-ben forgatta. A film 1994-ben Ruta és Georges Sadoul-díjat, 1995-ben pedig három César-díjat nyert, köztük a legjobb elsőfilm díját. Két évvel később ugyanezzel a két színésszel készíti el második nagyjátékfilmjét, a Csinálj magadból hőst című vígjátékot, Jean-François Deniau azonos című regényének adaptálásával.
A film, amely egy, a francia ellenállás hősévé vált átlagos képességű ember történetét meséli el, a cselekmények időrendjének átrendezésével és az igazság más oldalainak bemutatásával tárja fel a főszereplő igazi arcát. A filmet meghívták az 1996-os cannes-i filmfesztivál hivatalos válogatásának versenyfilmjei közé. Alkotásáért Audiard a legjobb forgatókönyv díját vehette át.
A következő öt évben könyvet, forgatókönyveket írt és egy – az AIDS-ellenes kampány részét képező – rövidfilmet készített (Norme française). Ezután rendezte meg következő nagyjátékfilmjét, A számat figyeld című thriller-románc keveréket, főszerepében a néma titkárnőt játszó Emmanuelle Devos-szal és a kisstílű bűnözőt alakító Vincent Cassellel. A film 2002-ben három Césart nyert (legjobb forgatókönyv, színésznő, hang).
Negyedik alkotása már egyértelműen mutatta, hogy elkötelezte magát a nagyjátékfilmek mellett, viszont továbbra sem hagyott fel az egyéni stílus keresésével. A Halálos szívdobbanás, mely valójában James Toback Ujjak című filmdrámájának remakeje, egy apa és fia destruktív kapcsolatát mutatja be. Az apa agresszivitása és saját művészi érzékenysége között vergődő főhős magatartása jól érzékelteti az Audiard által kedvelt kétértelműséget, hiszen filmjeiben gyakran váltja egymást a rendkívüli kedvesség és a vad erőszak. A film elnyerte mind a közönség, mind a kritikusok elismerését, 2006-ban tíz Césarra jelölték melyből nyolcat el is nyert (köztük a legjobb film, rendező, adaptáció és filmzene), négy Arany Csillagot nyert, valamint a legjobb nem angol nyelvű filmnek járó BAFTA-díjat..
Jacques Audiard több videóklipeket is rendezett, köztük Alain Bashung La nuit je mens című klipjét, amely 1999-ben a Victoires de la musique francia zenei gálán elnyerte az év legjobb klipje címet, vagy a Noir Désir Comme elle vient című daláét, amelyben az összes művész siketnéma volt, s a dal szövegét jelnyelven adták elő. A klip bevezetője, egy feliratozott beszélgetés miatt botrányt kavart, s az Audiovizuális Főtanács rosszallását is kiváltotta; három, politikai témáról diskuráló nő ugyanis a jól ismert szólásmondást kifordítva zárja beszélgetésüket: „Jobb siketnek lenni, mint azt hallgatni.”
2008-ban tagja lett a Pascale Ferran rendezőnő kezdeményezésére létrejött, a „középutas” filmek franciaországi forgalmazása előtt tornyosuló pénzügyi nehézségek elleni harcot célul kitűző Club des 13 csoportnak.
A 2009-es cannes-i fesztiválon bemutatott, egy írástudatlan, de bevállalós és tanulékony magreb származású fiatal börtönbeli felemelkedéséről, „karrierjéről” szóló alkotása, A próféta, elnyerte a kritikusok egyöntetű tetszését. A film nagydíjat kapott. A vetítőtermekben aratott siker után  megkapta a Louis Delluc-díjat, majd 2010-ben rekordszámú (tizenhárom) jelölésből kilenc Césart sepert be, köztük a legjobb film és a legjobb rendező díjakat. A filmdrámát legjobb idegen nyelvű filmként Oscar-díjra jelölték.
2012-ben készült el a Rozsda és csont című, egy nehéz sorsú fiatal családapa és egy balesetben két lábát vesztett delfinidomár nő kapcsolatát bemutató melodrámája, Marion Cotillard és Matthias Schoenaerts főszereplésével. A film bemutatója a 2012-es cannes-i fesztiválon volt, a nagyjátékfilmek versenyében. Noha a film közönségsikert aratott, a kritikusok a korábbi alkotásainak fogadtatásához képest visszafogottabban formáltak véleményt. A film 2013-ban négy Césart nyert.
A 2014-es cannes-i fesztiválon meghívták előadónak a hagyományos éves Filmleckére, amelyet a filmrajongó közönségnek tartottak.
2014 októberében elkezdte forgatni hetedik nagyjátékfilmjét (Dheepan – Egy menekült története), amely az ismeretlen főszereplőiről híresült el. Ez az új opusz egy Srí Lankáról származó tamil politikai menekült útját követi nyomon, aki a polgárháborús vereség miatt hagyta el hazáját, és egy lepusztult francia külvárosban talál menedéket és munkát éjjeliőrként. A társadalmi témájú filmet nagyon szabadon, de Montesquieu Perzsa levelek című műve ihlette. A 2015-ös cannes-i fesztiválra beválogatott Dheepan elnyerte az Arany Pálmát. A kritika üdvözölte a filmet, bár több sajtóorgánum rámutatott, hogy nem ez a rendező legjobb filmje, és nem is ez volt a fesztiválozók kedvence. Jacques Audiard humorral köszönte meg Michael Hanekének, hogy az évben nem forgatott, így szabadon hagyta az utat a fődíj felé.
2018-ban a The Testvérlövészek című westernt forgatta John C. Reillyvel és Joaquin Phoenixszel, Patrick deWitt azonos című regényét adaptálva. A filmet beválogatták a Velencei Nemzetközi Filmfesztivál versenyébe, ahol elnyerte a legjobb rendezőnek járó Ezüst Oroszlánt. A következő évben a filmrendező elnyerte a legjobb rendezőnek járó Césart ugyanezért a filmért.
2022-ben a francia Télérama magazin egy öt epizódból álló sorozatot közölt Audiard új filmtervéről. Kiderült, hogy az író-rendező saját Emilia Pérez című operalibrettójának filmes adaptációján dolgozik. Ez volt az első alkalom, hogy Audiard egyedül írt forgatókönyvet. A forgatás 2023 nyarán kezdődött Selena Gomezzel és Zoë Saldanával. A spanyol nyelvű, transznemű főszereplős, őrült, mexikói gengsztermusical premierje a 77. Cannes-i Fesztiválon volt 2024. május 18-án. A film elnyerte a zsűri díját, női szereplői pedig közösen a legjobb női alakítás díját. Az év végén az alkotás valósággal tarolt a 37. Európai Filmdíjgálán: beseperte a legjobb film, rendező, színésznő, forgatókönyvíró) és filmvágó díjakat. Franciaország az Emilia Pérezzel pályázott a 97. Oscar-gálán a legjobb nemzetközi játékfilmnek járó Oscar-díjra.
Jacques Audiard tagja az 50/50 kollektívának, amelynek célja a nők és férfiak egyenjogúságának és a sokszínűség előmozdítása a film- és az audiovizuális művészet területen.
Filmjeinek állandó zeneszerzője: Alexandre Desplat.
Családi állapota: elvált. Felesége Marion Vernoux filmrendező, forgatókönyvíró volt; házasságukból három gyermek (két lány és egy fiú) született.

## Filmográfia

### Filmkészítőként
| Év   | Magyar cím                       | Eredeti cím                                | Feladatkör | Feladatkör | Feladatkör | Megjegyzés             |
| Év   | Magyar cím                       | Eredeti cím                                | Rendező    | Író        | Producer   | Megjegyzés             |
| ---- | -------------------------------- | ------------------------------------------ | ---------- | ---------- | ---------- | ---------------------- |
| 1974 | –––                              | Bons baisers... à lundi                    | Nem        | Igen       | Nem        |                        |
| 1981 | A profi                          | Le professionnel                           | Nem        | Igen       | Nem        |                        |
| 1983 | Végzetes kaland                  | Mortelle randonnée                         | Nem        | Igen       | Nem        |                        |
| 1984 | –––                              | L'ennemi public n°2                        | Nem        | Igen       | Nem        | [ 31 ]                 |
| 1984 | Szilveszter Bobbal               | Réveillon chez Bob                         | Nem        | Igen       | Nem        |                        |
| 1985 | –––                              | Sac de nœuds                               | Nem        | Igen       | Nem        |                        |
| 1985 | Őrült nők ketrece 3. – Az esküvő | La cage aux folles III: 'Elles' se marient | Nem        | Igen       | Nem        |                        |
| 1987 | Saxo                             | Saxo                                       | Nem        | Igen       | Nem        |                        |
| 1987 | Angyalpor                        | Poussière d'ange                           | Nem        | Igen       | Nem        |                        |
| 1988 | –––                              | Fréquence meurtre                          | Nem        | Igen       | Nem        |                        |
| 1989 | –––                              | Baxter                                     | Nem        | Igen       | Nem        |                        |
| 1989 | Ausztrália                       | Australia                                  | Nem        | Igen       | Nem        |                        |
| 1991 | –––                              | Swing troubadour                           | Nem        | Igen       | Nem        |                        |
| 1992 | –––                              | Confessions d'un Barjo                     | Nem        | Igen       | Nem        |                        |
| 1994 | Segítség, csaló!                 | Grosse fatigue                             | Nem        | Igen       | Nem        |                        |
| 1994 | Férfiak mélyrepülésben           | Regarde les hommes tomber                  | Igen       | Igen       | Nem        |                        |
| 1996 | Csinálj magadból hőst            | Un héros très discret                      | Igen       | Igen       | Nem        |                        |
| 1997 | –––                              | Alain Bashung: La nuit je mens             | Nem        | Igen       | Nem        | videóklip (Bashung)    |
| 1997 | –––                              | Noir Désir: Comme Elle Vient               | Nem        | Igen       | Nem        | videóklip (Noir Désir) |
| 1998 | –––                              | Norme française                            | Igen       | Igen       | Nem        | kisfilm                |
| 1999 | Vénusz Szépségszalon             | Vénus beauté (institut)                    | Nem        | Igen       | Nem        |                        |
| 2001 | A számat figyeld!                | Sur mes lèvres                             | Igen       | Igen       | Nem        |                        |
| 2009 | –––                              | Unlimited Marriage II                      | Nem        | Igen       | Nem        | videó kisfilm          |
| 2005 | Halálos szívdobbanás             | De battre mon coeur s'est arrêté           | Igen       | Igen       | Nem        |                        |
| 2009 | A próféta                        | Un prophète                                | Igen       | Igen       | Nem        |                        |
| 2009 | –––                              | Je suis heureux que ma mère soit vivante   | Nem        | Nem        | Igen       |                        |
| 2011 | –––                              | Raphaël live vu par Jacques Audiard        | Igen       | Nem        | Nem        | videó                  |
| 2012 | Rozsda és csont                  | De rouille et d'os                         | Igen       | Igen       | Igen       |                        |
| 2015 | Dheepan – Egy menekült története | Dheepan                                    | Igen       | Igen       | Igen       |                        |
| 2017 | 120 dobbanás percenként          | 120 battements par minute                  | Nem        | Nem        | Igen       |                        |
| 2017 | Sosem voltál itt                 | You Were Never Really Here                 | Nem        | Nem        | Igen       |                        |
| 2018 | Testvérlövészek                  | Les frères Sisters                         | Igen       | Igen       | Nem        |                        |
| 2020 | A legendák hivatala              | Le Bureau des Légendes                     | Igen       | Igen       | Nem        | [ 32 ]                 |
| 2020 | Ahol a nap felkel Párizsban      | Les Olympiades, Paris 13e                  | Igen       | Igen       | Igen       |                        |
| 2023 | Az eksztázis szelleme            | La Vénus d'argent                          | Nem        | Igen       | Nem        |                        |
| 2024 | Emilia Pérez                     | Emilia Pérez                               | Igen       | Igen       | Igen       |                        |

### Színészként
| Év   | Magyar cím       | Eredeti cím             | Szerep              | Magyar hang | Megjegyzés |
| ---- | ---------------- | ----------------------- | ------------------- | ----------- | ---------- |
| 1990 | Démoni magzat    | Baby Blood              | a lefejezett/Jogger | n/a         |            |
| 1991 | –––              | Les enfants de la plage | a tanár #1          |             | tévéfilm   |
| 1994 | Ideges terhesség | Les mercredis de la vie | antikvárius         | n/a         | tévéfilm   |

## Fontosabb díjak és jelölések

### Oscar-díj
- 2025 jelölés: Legjobb rendező: (Emilia Pérez)
- 2025 jelölés: Legjobb film: (Emilia Pérez)
- 2025 díj: Legjobb eredeti dal: (Emilia Pérez)
- 2025 jelölés: Legjobb adaptált forgatókönyv: (Emilia Pérez)

### Európai Filmdíj
- 2009 jelölés: Legjobb film (A próféta)
- 2009 jelölés: Legjobb rendező (A próféta)
- 2009 jelölés: Legjobb forgatókönyvíró (A próféta)
- 2024 díj: Legjobb film (Emilia Pérez)[8]
- 2024 díj: Legjobb rendező (Emilia Pérez)
- 2024 díj: Legjobb forgatókönyvíró (Emilia Pérez)

### Golden Globe-díj
- 2025 jelölés: Legjobb rendező: (Emilia Pérez)
- 2025 díj: Legjobb eredeti filmbetétdal: (Emilia Pérez)
- 2025 jelölés: Legjobb forgatókönyv: (Emilia Pérez)

### César-díj
- 1995 díj: legjobb elsőfilm (Férfiak mélyrepülésben)
- 1995 jelölés: legjobb forgatókönyv (Férfiak mélyrepülésben)
- 1997 jelölés: legjobb rendező (Csinálj magadból hőst)
- 1997 jelölés: legjobb forgatókönyv (Csinálj magadból hőst)
- 2002 díj: legjobb forgatókönyv (A számat figyeld)
- 2002 jelölés: legjobb film (A számat figyeld)
- 2002 jelölés: legjobb rendező (A számat figyeld)
- 2006 díj: legjobb film (Halálos szívdobbanás)
- 2006 díj: legjobb rendező (Halálos szívdobbanás)
- 2006 díj: legjobb adaptáció (Halálos szívdobbanás)
- 2010 díj: legjobb film (A próféta)
- 2010 díj: legjobb rendező (A próféta)
- 2010 díj: legjobb eredeti forgatókönyv (A próféta)
- 2013 díj: legjobb adaptáció (Rozsda és csont)
- 2013 jelölés: legjobb film (Rozsda és csont)
- 2016 jelölés: legjobb eredeti forgatókönyv (Dheepan – Egy menekült története)
- 2016 jelölés: legjobb rendező (Dheepan – Egy menekült története)
- 2016 jelölés: legjobb film (Dheepan – Egy menekült története)
- 2019 jelölés: legjobb film (Testvérlövészek)
- 2019 díj: legjobb rendező (Testvérlövészek)
- 2019 jelölés: legjobb adaptáció (Testvérlövészek)
- 2022 jelölés: legjobb adaptáció (Ahol a nap felkel Párizsban)
- 2025 díj: legjobb film (Emilia Pérez)
- 2025 díj: legjobb rendező (Emilia Pérez)
- 2025 díj: legjobb adaptáció (Emilia Pérez)

### Arany Csillag
- 2006 díj: legjobb film (Halálos szívdobbanás)
- 2006 díj: legjobb rendező (Halálos szívdobbanás)
- 2010 díj: legjobb film (A próféta)
- 2010 díj: legjobb rendező (A próféta)
- 2010 díj: legjobb forgatókönyv (A próféta)
- 2013 díj: legjobb film (Rozsda és csont)
- 2013 díj: legjobb forgatókönyv (Rozsda és csont)

### BAFTA-díj
- 2006 díj: legjobb nem angol nyelvű film (Halálos szívdobbanás)
- 2010 díj: legjobb nem angol nyelvű film (A próféta)
- 2013 jelölés: legjobb nem angol nyelvű film (Rozsda és csont)
- 2017 jelölés: legjobb nem angol nyelvű film (Dheepan – Egy menekült története)
- 2025 díj: legjobb nem angol nyelvű film (Emilia Pérez)
- 2025 jelölés: legjobb film (Emilia Pérez)
- 2025 jelölés: legjobb rendező (Emilia Pérez)
- 2025 jelölés: legjobb adaptált forgatókönyv (Emilia Pérez)

### Egyéb díjak, elismerések
- 1994 : Ruta és Georges Sadoul-díj [12] – (Férfiak mélyrepülésben)
- 1996 : a cannes-i fesztivál legjobb forgatókönyv díja – Csinálj magadból hőst
- 1996 : Valladolid International Film Festival (Silver Spike)  – Csinálj magadból hőst
- 1996 : Stockholm Film Festival (legjobb forgatókönyv) – Csinálj magadból hőst
- 2002 : Newport International Film Festival (a zsűri díja) – A számat figyeld
- 2002 : Seattle International Film Festival (Emerging Masters Showcase Award)
- 2006 : Lumière-díj (legjobb film) – (Halálos szívdobbanás)
- 2006 : Méliès-díj [33] – Halálos szívdobbanás
- 2009 : a cannes-i fesztivál nagydíja – A próféta
- 2009 : Louis Delluc-díj (legjobb film) – A próféta
- 2010 : Lumière-díj (legjobb rendező) – (A próféta)
- 2010 : Méliès-díj – A próféta
- 2011 : National Society of Film Critics Awards (NSFC-díj 2. helyezett) – A próféta
- 2011 : Fotogramas de Plata (legjobb külföldi film) – A próféta
- 2011 : Bodil Awards – A próféta
- 2012 : London Film Festival (legjobb film) – Rozsda és csont
- 2012 : Cabourgi Filmfesztivál (Arany Hattyú a legjobb filmnek) – Rozsda és csont
- 2012 : Valladolid International Film Festival (legjobb rendező, és Miguel Delibes Award) – Rozsda és csont
- 2015 : Cannes-i fesztivál: Arany Pálma – Dheepan
- 2018 : Velencei Nemzetközi Filmfesztivál: *Ezüst Oroszlán díj – Testvérlövészek
- 2024 : a cannes-i fesztivál zsűrijének díja – Emilia Pérez

## Fordítás
- Ez a szócikk részben vagy egészben  a   Jacques Audiard című francia Wikipédia-szócikk ezen változatának fordításán alapul.  Az eredeti cikk szerkesztőit annak laptörténete sorolja fel. Ez a jelzés csupán a megfogalmazás eredetét és a szerzői jogokat jelzi, nem szolgál a cikkben szereplő információk forrásmegjelöléseként.